# نوک‌آبی سرسرخ
نوک‌آبی سرسرخ (نام علمی: Spermophaga ruficapilla) یک گونه رایج از سهرگان ریز  است که در جنوب صحرای آفریقا  یافت می‌شود.
در آنگولا، بوروندی، جمهوری آفریقای مرکزی، جمهوری دموکراتیک کنگو، کنیا، رواندا، سودان جنوبی، تانزانیا و اوگاندا یافت می‌شود.